# Boston Open 1997
Die Boston Open 1997 im Badminton fanden am MIT in Cambridge statt. Es war die erste Auflage dieser Turnierserie.

## Sieger und Finalisten
| Disziplin    | Gold                          | Silber                             |
| ------------ | ----------------------------- | ---------------------------------- |
| Herreneinzel | Wu Chibing                    | Ashok Raman                        |
| Dameneinzel  | Vivian Tam                    | Cristina Nakano                    |
| Herrendoppel | Tomasz Malcharek Wu Chibing   | Ganesh Balasubramanian Ashok Raman |
| Damendoppel  | Charlotte Ackerman Liz Wilson | Vivian Tam Cristina Nakano         |
| Mixed        | Wu Chibing Alison Brown       | Tomasz Malcharek Cristina Nakano   |